# 武昌起義

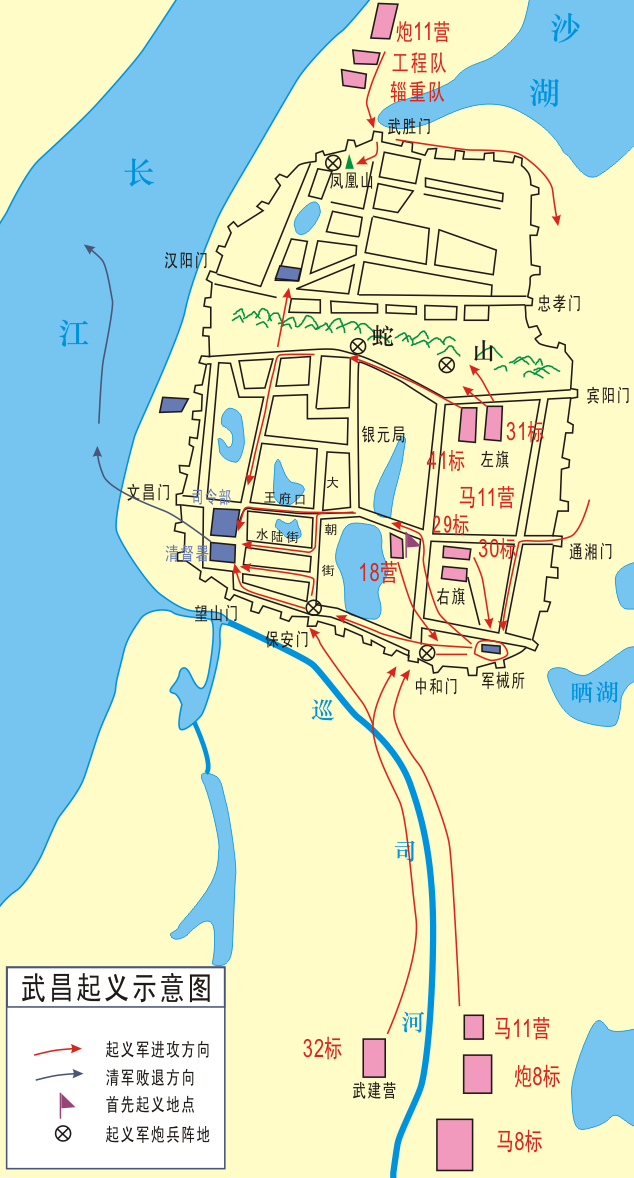
武昌市街図・各隊の進攻

武昌起義（ぶしょうきぎ）または武昌蜂起（ぶしょうほうき）は、1911年（宣統3年）10月10日に清の湖北省武昌で起きた兵士たちの反乱。辛亥革命の幕開けとなる事件である。

## 事件の背景

### 中国同盟会
1895年、清は日清戦争において日本に敗れた。清の知識人たちはいくつかの派閥に分かれた。当初は、康有為と梁啓超が率いる立憲君主主義の改革派が実権を握り、清政府の戊戌変法を指揮した。この改革は、西太后による戊戌の政変により挫折した。帝政と清朝に幻滅して、多くの革命グループが全国に現れ始めた。1905年、さまざまな革命グループの合併について議論するために、孫文と宋教仁らの革命指導者たちが東京で会った。この会合の後、中国同盟会という新しいグループが結成された。
1906年に清朝は「立憲政府」の原則を認めたが、3歳の宣統帝（溥儀）を擁する皇族・宮廷の権限は強かった。1910年に各省に省諮議局が生まれたとはいえ、それは厳重に制限されたものであり、皇帝があらかじめ定めた議題をただ討議する権利が与えられただけであった。1911年5月、清朝は皇族内閣を組織し、国会即時開設を要求していた温世霖を新疆に左遷して立憲主義者たちを失望させた。
1911年3月から同盟会は譚人鳳を長江一帯に派遣し、計画する「武漢挙事」に呼応すべき各地の決起を宣伝していた。しかし、湖南・湖北における地方革命団体には、同盟会の直接指導は及んでいなかった。軍隊に対する宣伝はキリスト教の伝道を利用した日知会が早くから行い、東京で組織されていた湖北共進会などが活動を引き継いだ。武昌起義の前夜にその地にいた新軍は6大隊の歩兵と、騎兵・砲兵・工兵の各1中隊だったが、軍人によって組織された革命結社「群治社（振武社）」に加入している者が少なくなかったという。

### 保路運動と四川出兵
義和団の乱後、多くの西洋列強が、中国における自らの勢力圏を統合する取り組みの一環として鉄道投資を行った。鉄道建設は山東、長江、昆明、満洲にまたがって行われた。省政府も清朝廷の許可を得て、自らの鉄道を建設し始めた。広東省、湖南省、湖北省、四川省の監督の下、粤漢線や川漢線の事業が進められた。北京議定書以来続く賠償金支払いなどにより、継続的な財政問題に直面していた清朝廷は、1910年に「古典官僚実業家」であった盛宣懐による、全ての鉄道路線の国有化を通じて外国の融資を確保するという献策を採用した。

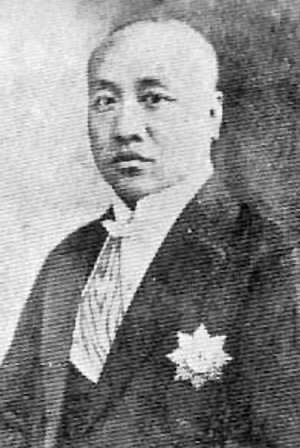
蒲殿俊

この政策は、四川・広東・湖南における地元の新興資本家たちを刺激して、激しい抵抗を受けた。四川の場合、川漢鉄道会社の資本金は、地元資本家たちに売却した株式の売却益や、地方特別税として地主から徴税した資金であり、これらの地主たちも鉄道会社の株券を与えられていたのである。この鉄道国有化に反対する運動は「保路運動」と呼ばれる。特に激しかった四川では、成都から資州、永川を経て重慶に至る一帯で、示威として一切の商業取引を中止し、学校を閉鎖した。8月11日までに、成都で大規模なストライキと集会があった。程なくして、この抵抗運動は四川保路運動として知られるようになった。蒲殿俊が四川保路同志会の会長に選出された。

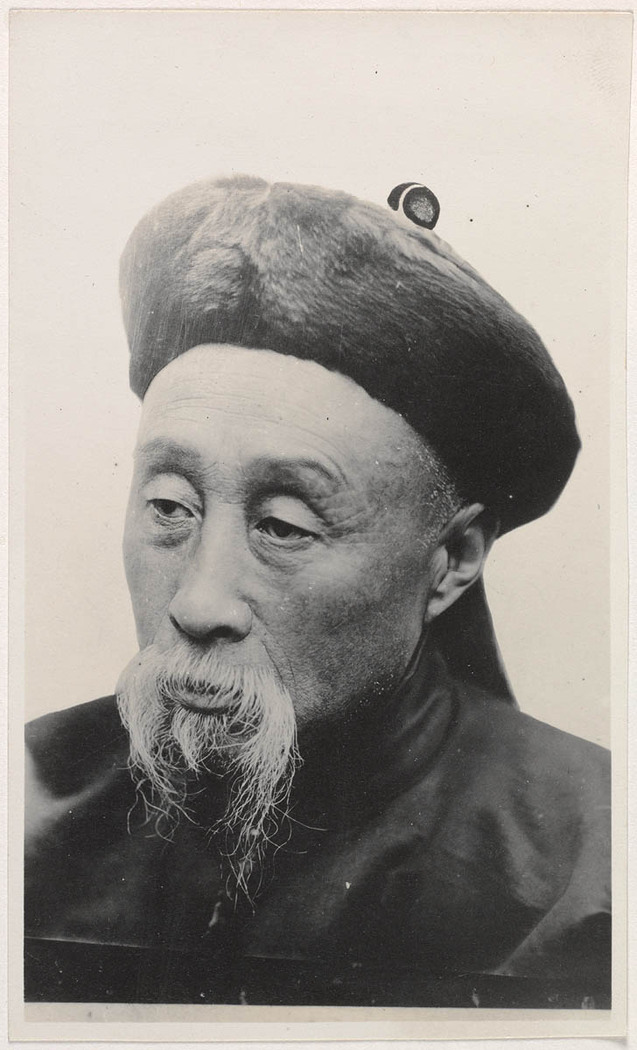
趙爾豊

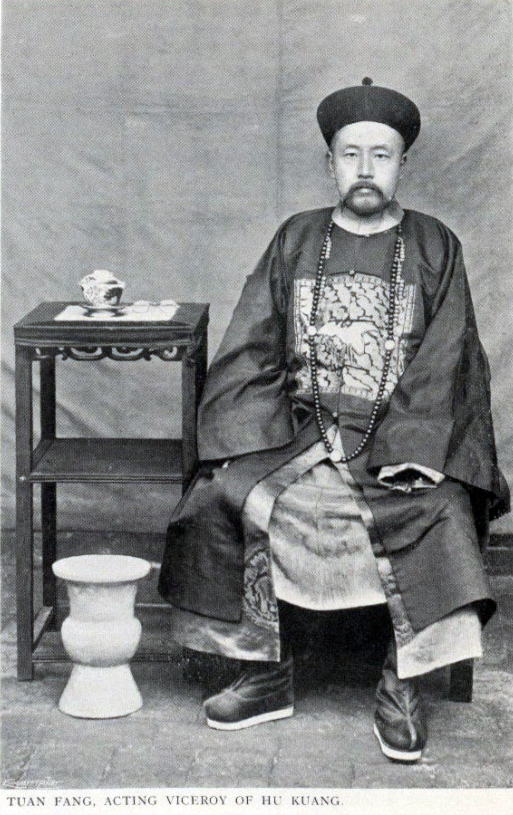
端方

1911年9月初め代理総督として着任していたばかりの四川総督趙爾豊は、示威運動に脅されて鉄道国有の期限延期を政府に要請したが、政府はかえってその軟弱を責めた。9月7日、「積極的介入」を求められた四川総督の趙爾豊は、保路同志会の主要指導者の逮捕を命じ、その後、兵に命じて抗議する者たちを射撃させた。
また朝廷は端方に兵を与え即刻四川に入るように命じた。端方は湖北新軍の2聯隊を率いて四川に到着する。9月15日に鉄道株主会長を筆頭とした代表たちは派兵中止を訴えに総督府に赴くが、総督は代表者5名を拘禁し、その釈放を求めて押し寄せた群衆に発砲させ、約40名が殺傷された。こうした抵抗運動を清朝は武力を以て抑圧したことで、朝廷に対する信頼は更に低下した。
「乱民暴動格殺勿論」という政府命令によって、すでに各県で起きていた愛国示威運動はますます激化し、重慶は民衆に占領されかかっていた。端方は資州で阻まれて赴任できず、応援に派遣された前四川総督は、形勢におびえ漢口に足踏みしていた。
その一方で、鉄道国有化に対して何もしようとしない湖南省と湖北省は、地元の報道から批判されていた。鉄道危機が激しくなるにつれて、大衆の清朝廷に対する信頼は、悪化し続けた。

## 事件の経過

### 前兆

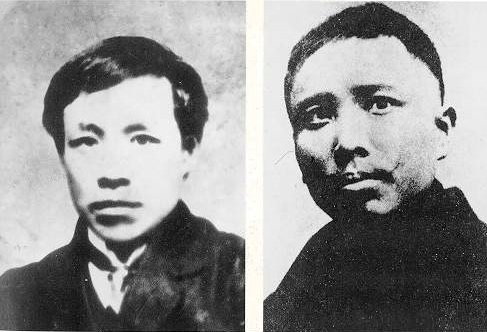
蔣翊武（左）と孫武（右）

武漢地域には、文学社と共進会という二つの革命グループがあった。これらのグループは、それぞれ蒋翊武と孫武が率いていたが、彼らは武漢での革命のための司令官と参謀長として密接に連携して行動していた。1911年9月、湖北新軍の一部が四川の保路運動鎮圧のために派遣され、湖北地区の守りが手薄になったのをみた湖北地区の革命家たちは、事を起こす機会をうかがっていた。文学社と共進会は、次の蜂起の際の協調行動の可能性も視野に入れて、同盟会との協議を始めた。蜂起の日は、当初は中秋節にあたる10月6日に設定されたが、後になって準備が整わないため延期された。10月9日、孫武が漢口のロシア租界で爆弾の製造を監督しているとき、その内の一つの爆弾が意図せずに爆発し、孫武も重傷を負った。孫武が入院した際に、病院職員が彼の身分証を発見し、清朝廷に通報した。

### 新軍の反乱

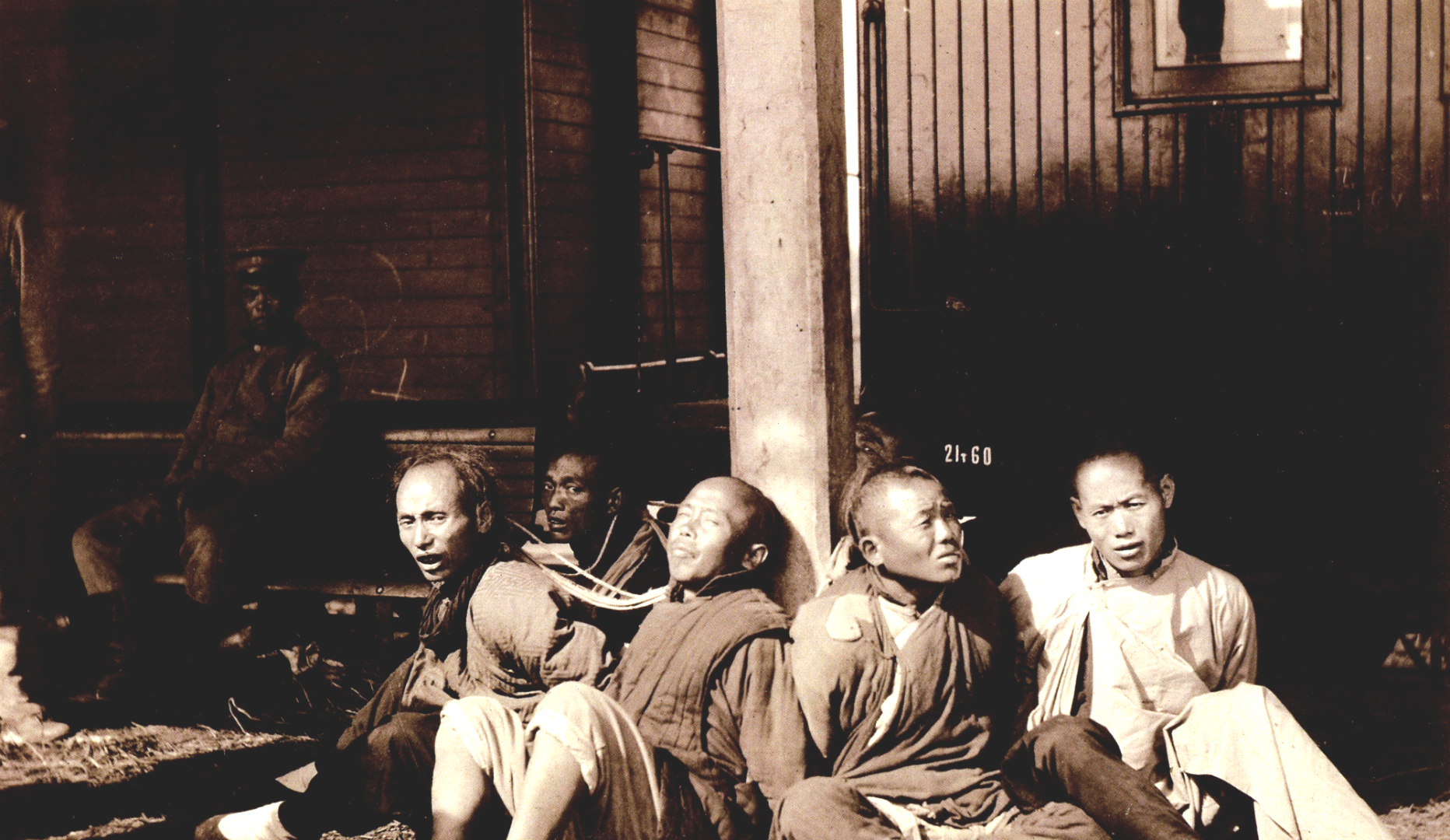
捕らえられた革命家

革命の計画についての捜査が進むにつれて、武昌駐屯の新軍中の文学社メンバーが清朝官憲に逮捕される危険が迫っていた。文学社の蒋翊武は直ちに決起することを決めたが、その計画は湖広総督瑞澂に漏れた。瑞澂は決起の鎮圧を命じ、10月9日に漢口で同盟会の党人20名が逮捕されて武昌に送られ、10日に武昌でも73名が逮捕され、10日朝には軍籍の彭楚藩、劉復基、楊宏勝の3名が総督公署の前で斬首に処された。「党員名簿」が官憲の手に入ったという噂もあり、新軍内部では逮捕処分されるおそれのため、非常な動揺が起こった。
10月10日夜9時、金兆龍と程定国という2名の革命派が就寝命令違反のトラブルから上官の陶啓勝を射殺。この混乱に乗じ、少数の爆薬をもとにして熊秉坤と工兵中隊が湖広総督の清朝の警備隊に対して決起した。蔡済民など第29大隊の兵士がそれに応えて合流し、武昌城内に向かった。南湖の騎兵が同じ頃に城外から押し寄せ、蛇山の高所から総督公署に大砲を撃ち込んだ。激しい戦闘の末、総督・瑞澂は漢口の租界へ逃げ、第八鎮統制・張彪も軍艦で総督の後を追った。翌日11日の正午には武昌全城が反乱軍の手に入った。総督が逃亡したため、清軍の指揮統制は崩れた。10月10日夜から11日正午までに「500人以上の満州兵が殺され」、「300人以上が捕らえられた」。

### 鄂軍都督府の設立
10月11日、反乱軍は湖北省を代表する軍政府を設立した。これを中華民国軍政府鄂軍都督府（または湖北軍政府）という。反乱軍は、新軍の高級将校の一人であった黎元洪を説得して、暫定の都督（軍政府のトップ）に据えた。黎元洪は当初その考えには反対したが、最終的には反乱軍に説得されて同意した。新たに設立された軍政府は、外国勢力はこの蜂起に干渉しないことの確認を取り、他省にも同様の蜂起を呼びかけつつ、「鉄血十八星旗」と呼ばれる旗を掲揚した。
10月12日には、革命軍は湖北省の他の地域に進軍し、その過程で漢口、漢陽も占領し、13日に漢口領事団は革命軍を交戦団体と認めて中立を宣言した。16日都督府臨時組織令が発せられ、黎元洪は総司令を兼ねることとなった。18日に革命軍は張彪が指揮する政府軍に攻撃を開始し、漢口大智門駅から灄口に追い、武昌の砲台は政府艦隊を下流に撃退した。

### 陽夏の戦い

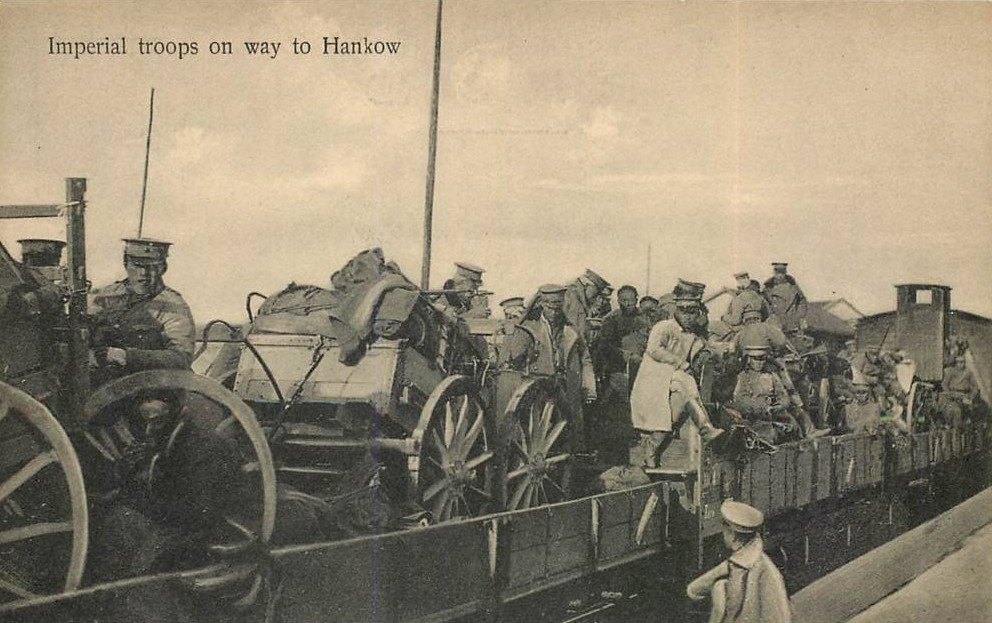
1911年、漢口へ移動中の北洋軍

反乱を受けて、清朝は北洋軍の袁世凱に助力を求め、北洋軍は武昌へ進軍した。一方、革命軍側は11月はじめに黄興が武漢に到着し指揮を引き継いでいた。その後、北洋軍は革命軍の陣地を攻撃し、朝廷軍は11月1日には漢口を、11月27日には漢陽を奪回した。これら２都市を奪回した後、朝廷軍の攻勢が止まった。その理由は、袁世凱が革命軍と秘密裏に交渉を始めたためである。

## その後

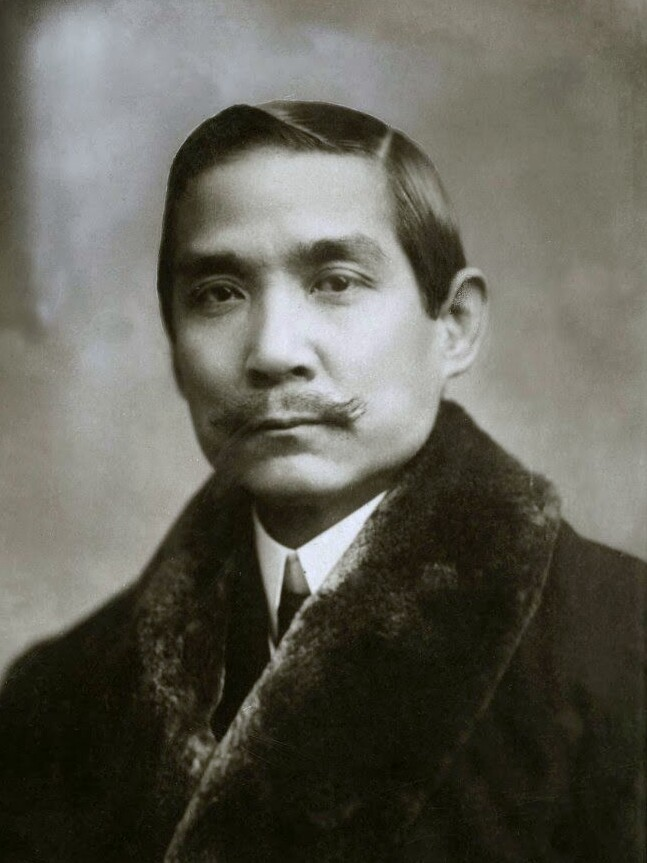
孫文

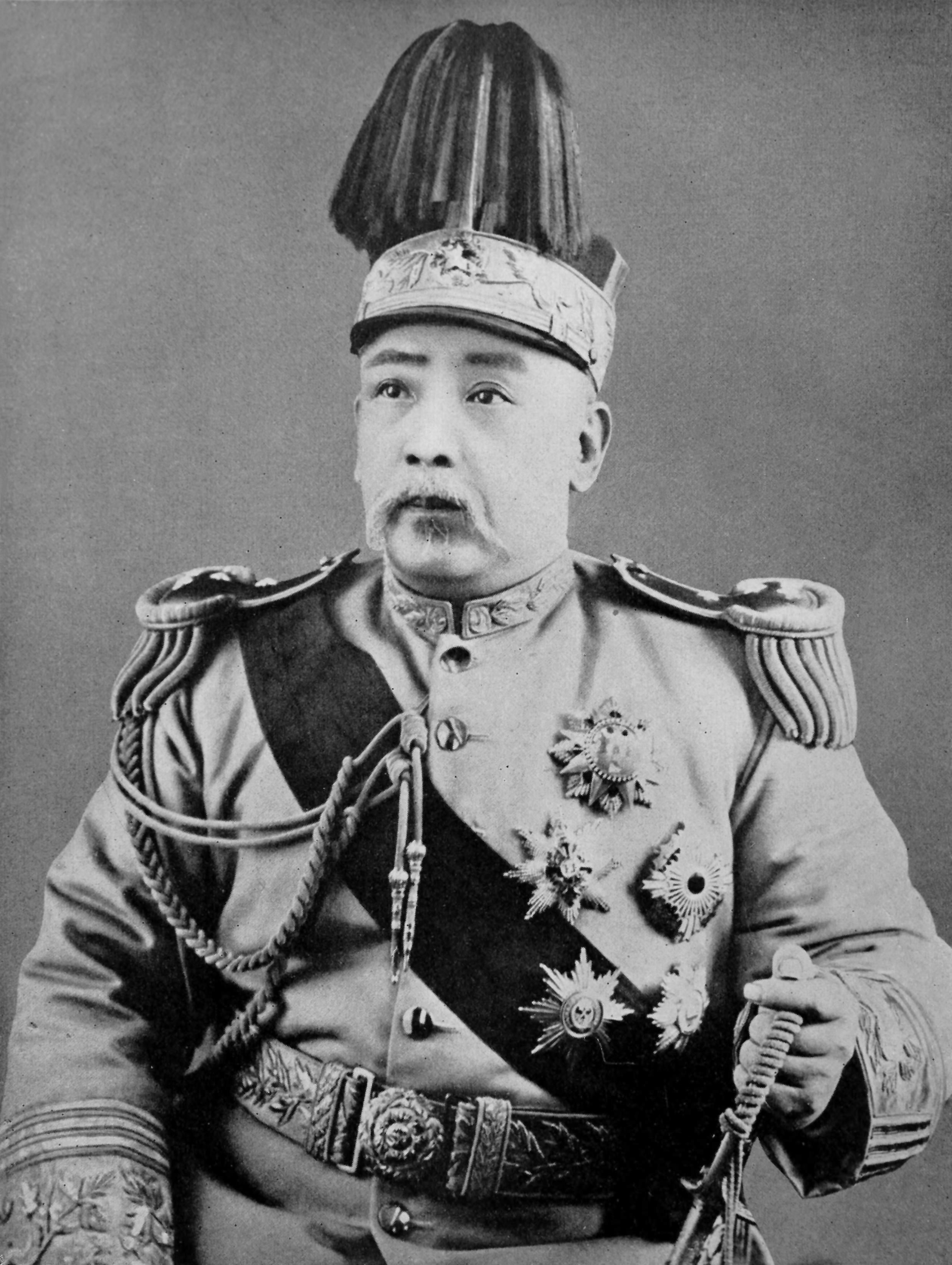
袁世凱

武昌起義は多くの革命リーダーたちにとっても寝耳に水であった。黄興や宋教仁も武昌の蜂起には間に合わず参戦できなかった。孫文は、華僑たちに蜂起が起こった際の財政支援を求めるために米国で遊説中であった。孫文は黄興から電報を受け取ったが、その暗号を解読できなかったため、彼は翌朝の新聞で蜂起を知った。武昌での蜂起が成功した後、革命家たちは他省もこれに続くよう依頼する電報を打った。それを受けて華南、華中の18省は1911年12月末までに清朝から離脱することに同意した。
1911年12月、孫文は中華民国臨時大総統選挙に立候補するため中国に帰国し、当選した。1912年1月1日、清朝から離脱した各省の代表者たちが会合を持ち、中華民国の建国を宣言し、ここに孫文は初代大総統として宣誓した。中華民国は袁世凱と交渉し、清朝廷を降伏させる見返りとして袁世凱に大総統の地位を与えた。1912年2月12日、隆裕皇太后は皇帝溥儀の名の下で清皇帝の退位を発表し、これにより清帝国は終焉した。
現在、中華民国では武昌起義の起こった10月10日を国慶日（通称「双十節」）と定め、台湾域内および世界各地の華僑コミュニティ等では毎年祝賀行事等が開催されている。

## 参照項目
- 辛亥革命武昌起義記念館
- 辛亥革命博物館